# Wilhelm Binroth
Wilhelm Binroth (* 31. Oktober 1891 in Schkeuditz/Leipzig; † 1964 in Gelsenkirchen) war ein deutscher Genre- und Landschaftsmaler.

## Leben
Wilhelm Binroth besuchte nach seiner Schulzeit in Leipzig ab 1910 die Kunstakademie Düsseldorf. 1912 wechselte er an die Akademie der Bildenden Künste nach München. Er arbeitete in der Klasse von Angelo Jank und war später Meisterschüler von Franz von Stuck. Sein Studium der Kunstgeschichte beendete er 1914, danach war er bis 1918 Soldat. Nach einer externen Zeichenlehrerprüfung für das höhere Schulamt in Berlin und späterer Gewerbeoberlehrerprüfung arbeitete er kurzzeitig als Gewerbelehrer in Leipzig. Ab 1922 war er Dozent an der Kunst-Gewerbeschule in Gelsenkirchen. Bis Ende der 1950er Jahre lehrte er an der Berufsfachschule Gelsenkirchen.
Binroth schuf Ölbilder und Aquarelle, aber auch Pastelle und Monotypien. Er malte vor allem Landschaften, wobei er häufig Motive aus Italien wählte.

## Ausstellungen
- Mehrere Beteiligung an der Großen Westfälischen Kunstausstellung im Haus der Bildenden Kunst in Dortmund
- 1943 und 1944: Große Deutsche Kunstausstellung, München
- 1957: Sonderausstellung anlässlich Binroths 65. Geburtstag im Heimatmuseum Gelsenkirchen

Seine Bilder befinden sich unter anderem in der Sammlung des Folkwang Museums Essen, des Osthaus Museum Hagen sowie des Landesmuseums und des Vestischen Museums in Recklinghausen.